# Krauss-Maffei M 700 C
Die Typenreihe M 700 C von Krauss-Maffei ist eine normalspurige Werksbahn- und Rangierlokomotive für den schweren Verschub- und mittleren Streckendienst mit dieselhydraulischem Antrieb, 700 PS Leistung und drei Achsen (Achsfolge C). Sie wurde Anfang der 1960er Jahre entwickelt.

## Entwicklung
Die Lokomotive zählt zur vierten Nachkriegsgeneration von Krauss-Maffei-Lokomotiven. Bei ihrer Bezeichnung steht nur noch ein M als Präfix vor der Motorleistung.
Die Lokomotiven wurden aus den vorher gelieferten Maschinen der zweiten und dritten Generation entwickelt.
Die Lokomotiven wurden hauptsächlich für die RAG Aktiengesellschaft benötigt, um die letzten Dampflokomotiven abzulösen. 27 Lokomotiven wurden an die RG geliefert. Außerdem erhielten
- Krupp Stahl AG in Bochum drei Lokomotiven (Vermietung),
- BMW zwei Lokomotiven
- BEHALA zwei Lokomotiven
- Shell in Hamburg-Harburg, Hafenbahn Frankfurt, Hafenbahn Hannover, BASF in Ludwigshafen, Mannesmannröhren-Werke in Mülheim an der Ruhr, Gewerkschaft Victor in Castrop-Rauxel, Hafen Neuss und die Hafag in Duisburg je eine Lokomotive.

Zwei Lokomotiven verblieben beim Hersteller und wurden an verschiedene Kunden vermietet.

## Technik

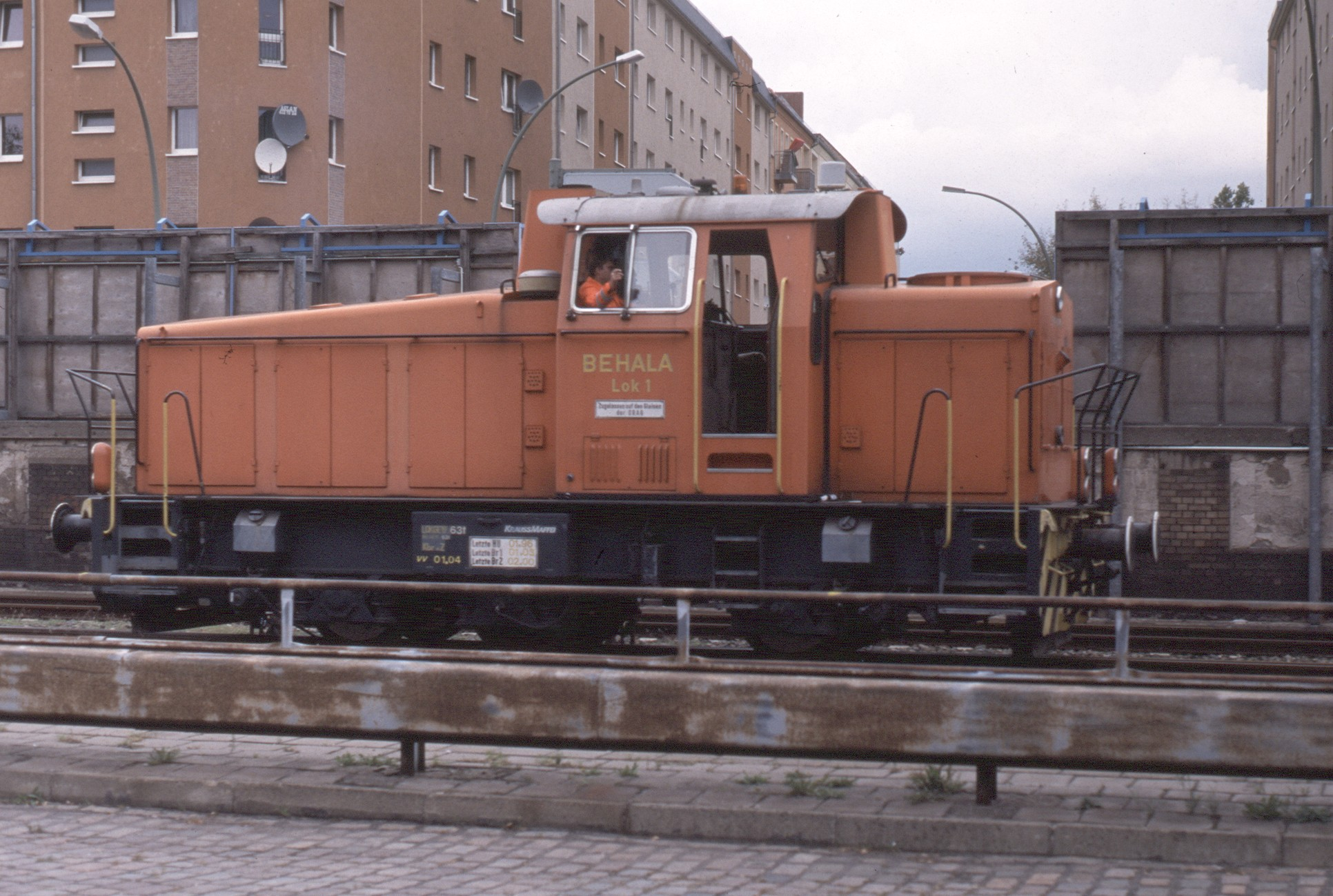
Lok 1 der Berliner Hafen- und Lagerhausgesellschaft (BEHALA) im Berliner Osthafen, 2003

Die Lokomotive besitzt einen Mittelführerstand mit einem größeren Vorbau für den Dieselmotor und einem kleineren für die Hilfsbetriebe. Der vordere Vorbau ist etwas abgeschrägt. Im vorderen Teil des Führerstandes befindet sich ein Schaltschrank, zu beiden Seiten die Bedienelemente für die Steuerung der Lok. Der Aufstieg ist hinter den Bedienelementen platziert.
Die Maschinenanlage besteht aus einem Achtzylinder-Viertakt-Dieselmotor von MTU, der über eine Anflanschkupplung und Gelenkwelle die Kraft an das Strömungsgetriebe von Voith abgibt, welches unter dem Führerhausboden platziert ist. Am Strömungsgetriebe angeflanscht ist ein Nachschaltgetriebe für Rangier- und Streckengang. Von dessen Getriebeabgang werden über Gelenkwellen die Achsen angetrieben.
Die Räder sind mit Radreifen ausgeführt. Die Scheibenbremse sitzt auf jeder äußeren Radseite, ein Bremszylinder wirkt auf je eine Bremsscheibe. Als Feststellbremse ist eine Federspeicherbremse vorhanden.

## Einsatz

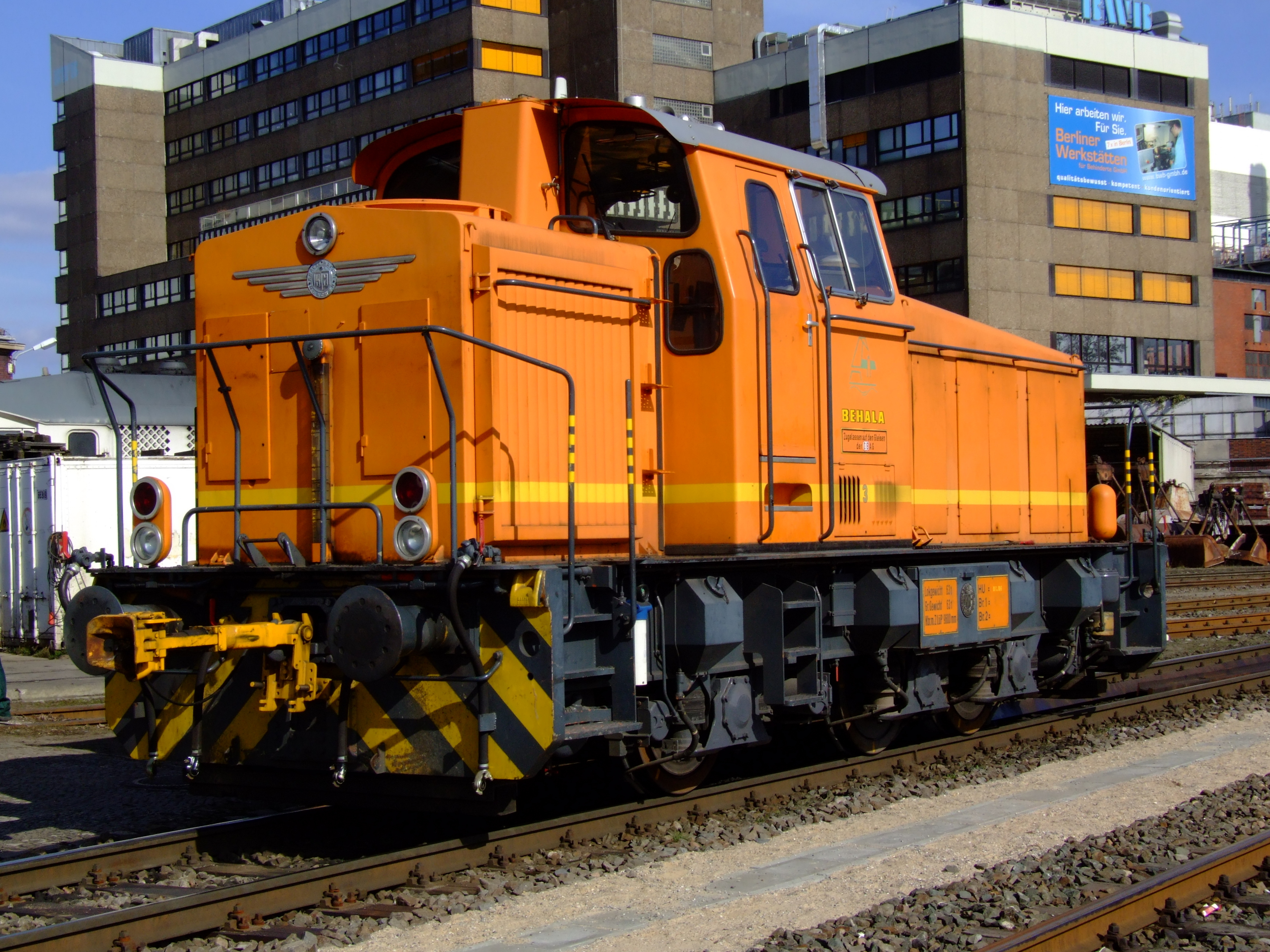
Lok 3 der BEHALA

Viele Lokomotiven sind bis heute erhalten geblieben und wurden stellenweise für einen weiteren Betrieb modernisiert.

### Neusser Eisenbahn
Die Lokomotive, der eine technische Beschreibung zu verdanken ist, wurde 1975 gebaut und zuerst als Mietlokomotive verwendet. 1976 wurde sie an die Neusser Eisenbahn übergeben und verkehrte dort unter der Bezeichnung 1 in Zweitbesetzung bis 2006, als sie nach einem Unfall abgestellt wurde. 2010 wurde sie bei der Westfälischen Lokomotiv-Fabrik Hattingen Karl Reuschling wieder repariert und seit 2012 an verschiedene Kunden vermietet. Die Lokomotive hat seit der Zeit ein Zebra-Outfit. Sie besitzt im deutschen Fahrzeugeinstellungsregister die NVR-Nummer 98 80 0506 051-8 D-NE.

### Remotorisierung bei Gmeinder
Mehrere Lokomotiven wurden bei der Lokomotivfabrik Gmeinder in Mosbach einer Remotorisierung unterzogen. Sie erhielten einen neuen Motor von Caterpillar und ein neues Getriebe.